# エミリー・フィッツロイ
エミリー・フィッツロイ（Emily Fitzroy、1860年5月24日 - 1954年3月3日）は、イングランドの女優。
1915年に映画にデビューし、1944年に引退するまで、ちょうど100本の映画に出演したとされる。

## 経歴
女優としての経歴を、まず舞台から始め、アメリカ合衆国へ渡って、1912年から1922年にかけてニューヨークのブロードウェイで6本の演劇と1本のミュージカルに出演し、名を知られるようになった。
映画には1913年から1944年にかけて、百本ほどに関わったが、その大部分はアメリカ合衆国の映画で、イギリス映画はごくわずかであり、うち六十本ほどはサイレント映画であった。
代表作には、D・W・グリフィス監督の『東への道』（1920年：リリアン・ギッシュ、リチャード・バーセルメスと共演）、キング・ヴィダー監督の『剣侠時代』（1926年：ジョン・ギルバート、エレノア・ボードマン (Eleanor Boardman)と共演）、エドマンド・グールディング監督の『アンナ・カレニナ』（1927年：ジョン・ギルバート、グレタ・ガルボと共演）、ジョージ・スティーヴンス監督の『病院の一夜』（1940年：キャロル・ロンバード、ブライアン・エイハーン (Brian Aherne) と共演）、D・W・グリフィス監督の『焔の女』（1941年：マレーネ・ディートリヒ、ブルース・キャボットと共演）などがある。

## 舞台
- Just to get married、セシル・ハミルトン (Cicely Hamilton) 作、ルーシー・ワトソン (Lucile Watson) と共演 (1912)
- Lady Patricia、ルドルフ・ベジア (Rudolf Besier) 作、ヘンリー・スティーヴンソン (Henry Stephenson) と共演 (1912)
- Never say die、ウィリアム・H・ポスト (William H. Post) 作、ウィリアム・コリア・シニア (William Collier, Sr.) と共演 (1912-1913)
- Lady Luxury（ミュージカル）、ウィリアム・シュローダー (William Schroeder) 作曲、リダ・ジョンソン・ヤング (Rida Johnson Young) 作詞・リブレット、アイナ・クレアと共演 (1914-1915)
- Rich Man, Poor Man、マクシミリアン・フォスター (Maximilian Foster) 作、ブランドン・ハースト、ジェシー・ラルフ (Jessie Ralph) と共演 (1916)
- I.O.U.、ヘクター・ターンブル (Hector Turnbull) 、ウィラード・マック (Willard Mack) 作、メアリー・ナッシュ (Mary Nash) と共演 (1918)
- What the Public wants、アーノルド・ベネット作、マーガレット・ワイチャーリイと共演 (1922)

## おもなフィルモグラフィ
- East Lynne (1916)
- The Return of Eve (1916)
- The Climbers (1919)
- The Man Who Lost Himself (1920)
- The Frisky Mrs. Johnson (1920)
- The New York Idea (1920)
- 東への道 Way Down East (1920)
- Deadline at Eleven (1920)
- Out of the Chorus (1921)
- 正道を歩め Straight is the Way (1921)
- Find the Woman (1922)
- 女の魅力 Fascination (1922)
- 海賊アップルジャック Strangers of the Night (1923)
- 紫雲の彼方へ The Purple Highway (1923)
- 激怒 Fury (1923)
- 紅百合 The Red Lily (1924)
- 桃色の夜は更けて Her Night of Romance (1924)
- 男子凱旋 His His Hour (1924)
- Girl of the Limberlost (1924)
- 秘密 Secrets (1924)
- The Red Kimona (1925)
- 東は東、西は西 Never the Twain Shall Meet (1925)
- Are Parents People? (1925)
- Zander the Great (1925)
- 怖ろしの世 The Whispered Name (1925)
- 剣侠時代 Bardelys the Magnificent (1926)
- The Bat (1926)
- アンナ・カレニナ Love (1927)
- Mockery (1927)
- No Babies Wanted (1928)
- 黄金の世界へ The Trail of '98 (1928)
- The Bridge of San Luis Rey (1929)
- ショウボート Show Boat (1929)
- Man from Blankley's (1930)
- She's My Weakness (1930)
- Misbehaving Ladies (1931)
- Timbuctoo (1933)
- ドン・キホーテ Don Quixote (1933)
- 支那海 China Seas (1935)
- The Bold Caballero (1936)
- 病院の一夜 Vigil in the Night (1940)
- 奥様は顔が二つ Two-Faced Woman (1941)
- 焔の女 The Flame of New Orleans (1941)
- ドーヴァーの白い崖 The White Cliffs of Dover (1944)